# Pouthak
Pouthak (nep. पौंठाक) – gaun wikas samiti we wschodniej części Nepalu w strefie Kośi w dystrykcie Terhathum. Według nepalskiego spisu powszechnego z 2001 roku liczył on 460 gospodarstw domowych i 2588 mieszkańców (1267 kobiet i 1321 mężczyzn).